# Rudolf Eppelsheimer
Rudolf Eppelsheimer (* 15. Oktober 1927 in Ansbach; † 18. September 2006 in München) war ein deutscher Literaturwissenschaftler und Schriftsteller.

## Leben
Eppelsheimer studierte Germanistik und Philosophie, promovierte 1958 an der Universität München über Die tragische Grundstruktur in Goethes Dichtung und war Studienrat in München sowie Akademischer Direktor an der Universität München mit einem Lehrauftrag für neuere deutsche Literaturwissenschaft. Er schrieb Gedichte und Romane.

## Veröffentlichungen (Auswahl)
- Tragik und Metamorphose. Die tragische Grundstruktur in Goethes Dichtung (mit einem Ausblick auf Shakespeares „Hamlet“). München 1958.
- Mimesis und imitatio Christi bei Loerke, Däubler, Morgenstern, Hölderlin. Bern 1968.[1]
- Rilkes larische Landschaft. Eine Deutung des Gesamtwerkes mit besonderem Bezug auf die mittlere Periode. Stuttgart 1975.
- Goethes Faust, das Drama im Doppelreich. Versuch einer Deutung im Geiste des Dichters. Stuttgart 1982.